# Белозёрское сельское поселение (Челябинская область)
Белозёрское се́льское поселе́ние — муниципальное образование в Троицком районе Челябинской области Российской Федерации. В рамках административно-территориального устройства муниципальное образование  соответствует административно-территориальной единице Белозёрский сельсовет.
Административный центр — село Белозёры.

## География
Находится в восточной части Троицкого муниципального района.

## История
Статус и границы сельского поселения установлены Законом Челябинской области от 28 октября 2004 года № 315-ЗО «О статусе и границах Троицкого муниципального района и сельских поселений в его составе»

## Население
| 2002  | 2010  | 2011  | 2012  | 2013  | 2014  | 2015  |
| ----- | ----- | ----- | ----- | ----- | ----- | ----- |
| 2026  | ↘1373 | ↘1371 | ↘1315 | ↘1264 | ↘1168 | ↘1135 |
| 2016  | 2017  | 2018  | 2019  | 2020  | 2021  |       |
| ↗1142 | ↘1137 | ↘1109 | ↘1066 | ↘1025 | ↗1159 |       |

## День поселения
День Белозерского сельского поселения отмечается в первое воскресенье марта месяца.

## Экономика
Действует сельхозпредприятие ООО «Бурханкуль-1», 36 К(Ф)Х.
Инфраструктура поселения: Белозерская СОШ, Бурханкульская ООШ им. И.П. Матюхина, детский сад, Белозерский ДК, 2 библиотеки, 4 сельских клуба, узел связи, почта, 6 ФАПов, 1 пост отделения скорой медицинской помощи, 7 торговых точек, АТС, ветеринарный участок.

## Состав сельского поселения
| № | Населённый пункт | Тип населённого пункта       | Население   |
| - | ---------------- | ---------------------------- | ----------- |
| 1 | Белозёры         | село, административный центр | ↘771 (2010) |
| 2 | Бурханкуль       | деревня                      | ↘214 (2010) |
| 3 | Дубровка         | деревня                      | ↘72 (2010)  |
| 4 | Епанишниково     | деревня                      | ↘189 (2010) |
| 5 | Озеро-Сосновка   | деревня                      | ↘48 (2010)  |
| 6 | Сбитнево         | деревня                      | ↘79 (2010)  |

### Упразднённые населённые пункты
Штанное (в 2023). Упразднена постановлением Законодательного Собрания Челябинской области №1808 от 24 августа 2023 года.